# Mellicta aranensis
Mellicta aranensis är en fjärilsart som beskrevs av De Sagarra 1930. Mellicta aranensis ingår i släktet Mellicta och familjen praktfjärilar. Inga underarter finns listade i Catalogue of Life.